# KDB Korea Open
A KDB Korea Open (szponzorált nevén Hana Bank Korea Open, korábban Hansol Korea Open) 2019-ig minden év szeptemberében megrendezett női tenisztorna volt Szöulban, 2021-ben decemberben került megrendezésre.
A torna 2004–2020 között International kategóriájú volt, 2022-től a WTA250-tornák közé tartozik. Összdíjazása 259 303 dollár. Az egyéni főtáblán harminckét játékos szerepel. A mérkőzéseket kemény borítású, szabadtéri pályákon játsszák a szöuli olimpiai teniszcentrumban, az 1988-as nyári olimpia egyik létesítményében. A tornán 2012 óta használnak sólyomszemet a vitatott esetek eldöntéséhez.
Az első versenyt 2004-ben tartották meg, a győzelmet Marija Sarapova szerezte meg. A torna 2020-ban a Covid19-világjárvány miatt elmaradt, 2021-ben a WTA 125K versenysorozat része volt, 2022-től a WTA250 kategóriában szerepelt a versenynaptárban, 2024-től a WTA500 tornák közé került.

## Döntők

### Egyéni
| Év               | Győztes                               | Ellenfél a döntőben                   | Eredmény a döntőben                   |
| ---------------- | ------------------------------------- | ------------------------------------- | ------------------------------------- |
| 2004             | Marija Sarapova                       | Marta Domachowska                     | 6–1, 6–1                              |
| 2005             | Nicole Vaidišová                      | Jelena Janković                       | 7–5, 6–3                              |
| 2006             | Eléni Danjilídu                       | Szugijama Ai                          | 6–3, 2–6, 7–6(3)                      |
| 2007             | Venus Williams                        | Marija Kirilenko                      | 6–3, 1–6, 6–4                         |
| 2008             | Marija Kirilenko                      | Samantha Stosur                       | 2–6, 6–1, 6–4                         |
| 2009             | Date Kimiko                           | Anabel Medina Garrigues               | 6–3, 6–3                              |
| 2010             | Alisza Klejbanova                     | Klára Zakopalová                      | 6–1, 6–3                              |
| 2011             | María José Martínez Sánchez           | Galina Voszkobojeva                   | 7–6(0), 7–6(2)                        |
| 2012             | Caroline Wozniacki                    | Kaia Kanepi                           | 6–1, 6–0                              |
| 2013             | Agnieszka Radwańska                   | Anasztaszija Pavljucsenkova           | 6–7(6), 6–3, 6–4                      |
| 2014             | Karolína Plíšková                     | Varvara Lepchenko                     | 6–3, 6–7(5), 6–2                      |
| 2015             | Irina-Camelia Begu                    | Aljakszandra Szasznovics              | 6–3, 6–1                              |
| 2016             | Lara Arruabarrena                     | Monica Niculescu                      | 6–0, 2–6, 6–0                         |
| 2017             | Jeļena Ostapenko                      | Beatriz Haddad Maia                   | 6–7(5), 6–1, 6–4                      |
| 2018             | Kiki Bertens                          | Ajla Tomljanović                      | 7–6(2), 4–6, 6–2                      |
| 2019             | Karolína Muchová                      | Magda Linette                         | 6–1, 6–1                              |
| 2020             | Elmaradt a Covid19-világjárvány miatt | Elmaradt a Covid19-világjárvány miatt | Elmaradt a Covid19-világjárvány miatt |
| ↓ WTA125 torna ↓ |                                       |                                       |                                       |
| 2021             | Csu Lin                               | Kristina Mladenovic                   | 6–0, 6–4                              |
| ↓ WTA250 torna↓  |                                       |                                       |                                       |
| 2022             | Jekatyerina Alekszandrova             | Jeļena Ostapenko                      | 7–6(4), 6–0                           |
| 2023             | Jessica Pegula                        | Jüan Jüe                              | 6–2, 6–3                              |
| ↓ WTA500 torna↓  |                                       |                                       |                                       |
| 2024             | Beatriz Haddad Maia                   | Darja Kaszatkina                      | 1–6, 6–4, 6–1                         |

### Páros
| Év               | Győztesek                                       | Ellenfelek a döntőben                                                                         | Eredmény a döntőben                   |
| ---------------- | ----------------------------------------------- | --------------------------------------------------------------------------------------------- | ------------------------------------- |
| 2004             | Cson Mira Cso Jundzsong                         | Csuang Csia-zsung Hszie Su-vej                                                                | 6–3, 1–6, 7–5                         |
| 2005             | Csan Jung-csan Csuang Csia-zsung                | Jill Craybas Natalie Grandin                                                                  | 6–2, 6–4                              |
| 2006             | Virginia Ruano Pascual Paola Suárez             | Csuang Csia-zsung Mariana Díaz-Oliva                                                          | 6–2, 6–3                              |
| 2007             | Csuang Csia-zsung Hszie Su-vej                  | Eléni Danjilídu Jasmin Wöhr                                                                   | 6–2, 6–2                              |
| 2008             | Csuang Csia-zsung Hszie Su-vej                  | Vera Dusevina Marija Kirilenko                                                                | 6–3, 6–0                              |
| 2009             | Csan Jung-zsan Abigail Spears                   | Carly Gullickson Nicole Kriz                                                                  | 6–3, 6–4                              |
| 2010             | Julia Görges Polona Hercog                      | Natalie Grandin Vladimíra Uhlířová                                                            | 6–3, 6–4                              |
| 2011             | Natalie Grandin Vladimíra Uhlířová              | Vera Dusevina Galina Voszkobojeva                                                             | 7–6(5), 6–4                           |
| 2012             | Raquel Kops-Jones Abigail Spears                | Akgul Amanmuradova Vania King                                                                 | 2–6, 6–2, [10–8]                      |
| 2013             | Csan Csin-vej Hszü Ji-fan                       | Raquel Kops-Jones Abigail Spears                                                              | 7–5, 6–3                              |
| 2014             | Lara Arruabarrena Vecino Irina-Camelia Begu     | Mona Barthel Mandy Minella                                                                    | 6–3, 6–3                              |
| 2015             | Lara Arruabarrena Vecino Andreja Klepač         | Kiki Bertens Johanna Larsson                                                                  | 2–6, 6–3, [10–6]                      |
| 2016             | Johanna Larsson Kirsten Flipkens                | Omae Akiko Peangtarn Plipuech                                                                 | 6–2, 6–3                              |
| 2017             | Kiki Bertens Johanna Larsson                    | Luksika Kumkhum Peangtarn Plipuech                                                            | 6–4, 6–1                              |
| 2018             | Cshö Dzsihi (Choi Ji-hee) Han Nare (Han Na-lae) | Hszie Su-jing Hszie Su-vej                                                                    | 6–3, 6–2                              |
| 2019             | Lara Arruabarrena Tatjana Maria                 | Hayley Carter Luisa Stefani                                                                   | 7–6(7), 3–6, [10–7]                   |
| 2020             | Elmaradt a Covid19-világjárvány miatt           | Elmaradt a Covid19-világjárvány miatt                                                         | Elmaradt a Covid19-világjárvány miatt |
| ↓ WTA125 torna ↓ |                                                 |                                                                                               |                                       |
| 2021             | Choi Ji-hee Han Na-lae                          | Valendíni Gramatikopúlu Jani Réka Luca                                                        | 6–4, 6–4                              |
| ↓ WTA250 torna↓  |                                                 |                                                                                               |                                       |
| 2022             | Kristina Mladenovic Yanina Wickmayer            | Asia Muhammad Sabrina Santamaria                                                              | 6–3, 6–2                              |
| 2023             | Marie Bouzková Bethanie Mattek-Sands            | Luksika Kumkhum Peangtarn Plipuech                                                            | 6–2, 6–1                              |
| ↓ WTA500 torna↓  |                                                 |                                                                                               |                                       |
| 2024             | Nicole Melichar-Martinez Ljudmila Szamszonova   | [[Fájl:Flag of Sablon:Zászló/JAP.svg\|22px\|keret\|class=noviewer\|JAP]] Kato Miju Csang Suaj | 6–1, 6–0                              |